# Mainzer Sand Teil II
Koordinaten: 50° 1′ 12″ N, 8° 12′ 17″ O

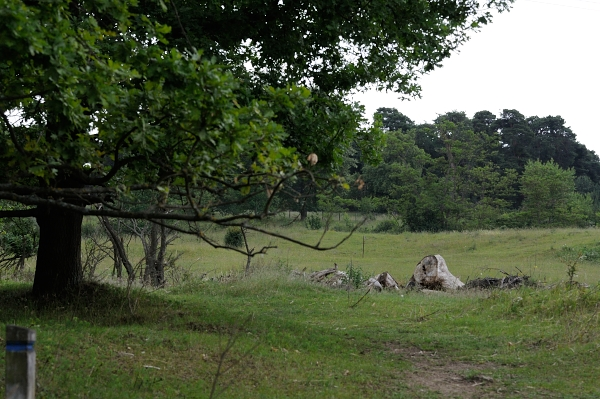
Naturschutzgebiet Mainzer Sand Teil II

Das Naturschutzgebiet Mainzer Sand Teil II liegt auf dem Gebiet des Landkreises Mainz-Bingen und der Stadt Mainz in Rheinland-Pfalz. Das 115,85 ha große Naturschutzgebiet, das mit Verordnung vom 21. März 1997 unter Naturschutz gestellt wurde, erstreckt sich nördlich, östlich und südlich des Mainz-Mombacher Waldfriedhofs. Die A 643 durchschneidet das Gebiet in Nord-Süd-Richtung.